# چری رد ایرلاین
چری رد ایرلاین (به انگلیسی: Cherry Red Airline) یک شرکت هواپیمایی است. این شرکت هواپیمایی به مصر و اروپا، پرواز مستقیم انجام می‌دهد.